# Mick Gold
Mick Gold (* 7. srpna 1947) je anglický novinář, fotograf a dokumentarista. Narodil se v Londýně a studoval anglickou literaturu na University of Sussex. Později studoval filmovou a televizní produkci na Royal College of Art. V letech 1972 až 1978 fotografoval a psal o rockové hudbě do časopisů, jako byly Creem a Melody Maker. Mezi jeho dokumentární filmy patří například Europe After the Rain (1978), pojednávající o historii dadaismu a surrealismu, a Schiele in Prison o výtvarníkovi Egonu Schielem.